# Muhàmmad ibn Wàssul
Muhàmmad ibn Wàssul fou emir midràrida de Sigilmasa.
Era fill de Wàssul ibn Thakiyya al-Fat·h i cosi del seu antecessor, al-Múntassir Samgú ibn Muhàmmad i era enemic dels fatimites i partidari dels omeies de Qúrtuba.
Se sap que va servir a l'Àndalus al costat omeia en la batalla de Simancas l'1 d'agost de 939 i s'havia convertit al sunnisme maliquita imperant a la península. Va donar un cop d'estat el 942/943 contra el jove al-Muntasir, de 13 anys, i la seva àvia que exercia la regència, i va prendre el poder; al-Múntassir fou empresonat.
Considerat partidari dels omeies, la seva presa del poder va alarmar al califa fatimita. Muhàmmad buscava el suport del amazics per fer la guerra als fatimites però no el va aconseguir. El 953/954 va prendre el títol de califa i d'amir al-muminín i el nom de regnat d'aix-Xàkir li-L·lah fent encunyar moneda, coses que van irritar extraordinàriament al govern fatimita que va decidir posar-hi final.
El califa al-Muïzz va enviar al general Jàwhar contra Sigilmasa. El general, en arribar, es va dirigir als notables, exigint l'entrega d'Ibn Wàssul, però li fou refusada; no obstant l'emir/califa va abandonar la ciutat amb la família i tresors i els seus partidaris més lleials, cap a la fortalesa de Tasegdelt (no identificada). Jàwhar va entrar a la ciutat sense lluita (setembre) i va fer encunyar monedes fatimites. Ibn Wàssul va abandonar el seu refugi i es va acostar a la ciutat a veure què passava i fou reconegut per algun membre de la tribu Matghara, que el van entregar a Jàwhar, el qual el va fer presoner (octubre) i el va enviar a al-Mansuriyya amb l'emir de Fes, Àhmad al-Bakr, capturat vers el mateix temps, i els fills dels notables de la ciutat de Sigilmasa com a ostatges. Van arribar a al-Mansuriyya el novembre del 958. Va ser tancat al castell i va rebre un tracte indigne.
Jàwhar va designar un governador del qual no es coneix el nom, però poc després d'abandonar la ciutat (final del 958 o principis del 959) va ser expulsat per la població en revolta que va proclamar de nou al-Múntassir Samgú ibn Muhàmmad.